# عرقون نيبالي
عرقون نيبالي (الاسم العلمي:Euphrasia nepalensis) هي نوع نباتي يتبع جنس العرقون من الفصيلة الجعفيلية.  